# Ligne Shinonoi
La ligne Shinonoi (篠ノ井線, Shinonoi-sen) est une ligne ferroviaire du réseau JR East au Japon. Elle relie la gare de Shiojiri à la gare de Shinonoi, toutes deux dans la préfecture de Nagano.
La ligne permet notamment de desservir la ville de Matsumoto depuis Tokyo (services Azusa) et depuis Nagoya (services Shinano).

## Histoire
La section entre Shinonoi et Nishijo ouvrit en 1900, puis la ligne fut prolongée à Shiojiri en 1902.
La ligne fut progressivement électrifiée de 1964 à 1973 en 1 500 V CC.

## Caractéristiques

### Ligne
- Longueur : 66,7 km
- Écartement des voies : 1 067 mm
- Électrification : 1 500 V CC
- Nombre de voies : 
  - Double voie de Shiojiri à Matsumoto
  - Voie unique de Matsumoto à Shinonoi

### Liste des gares

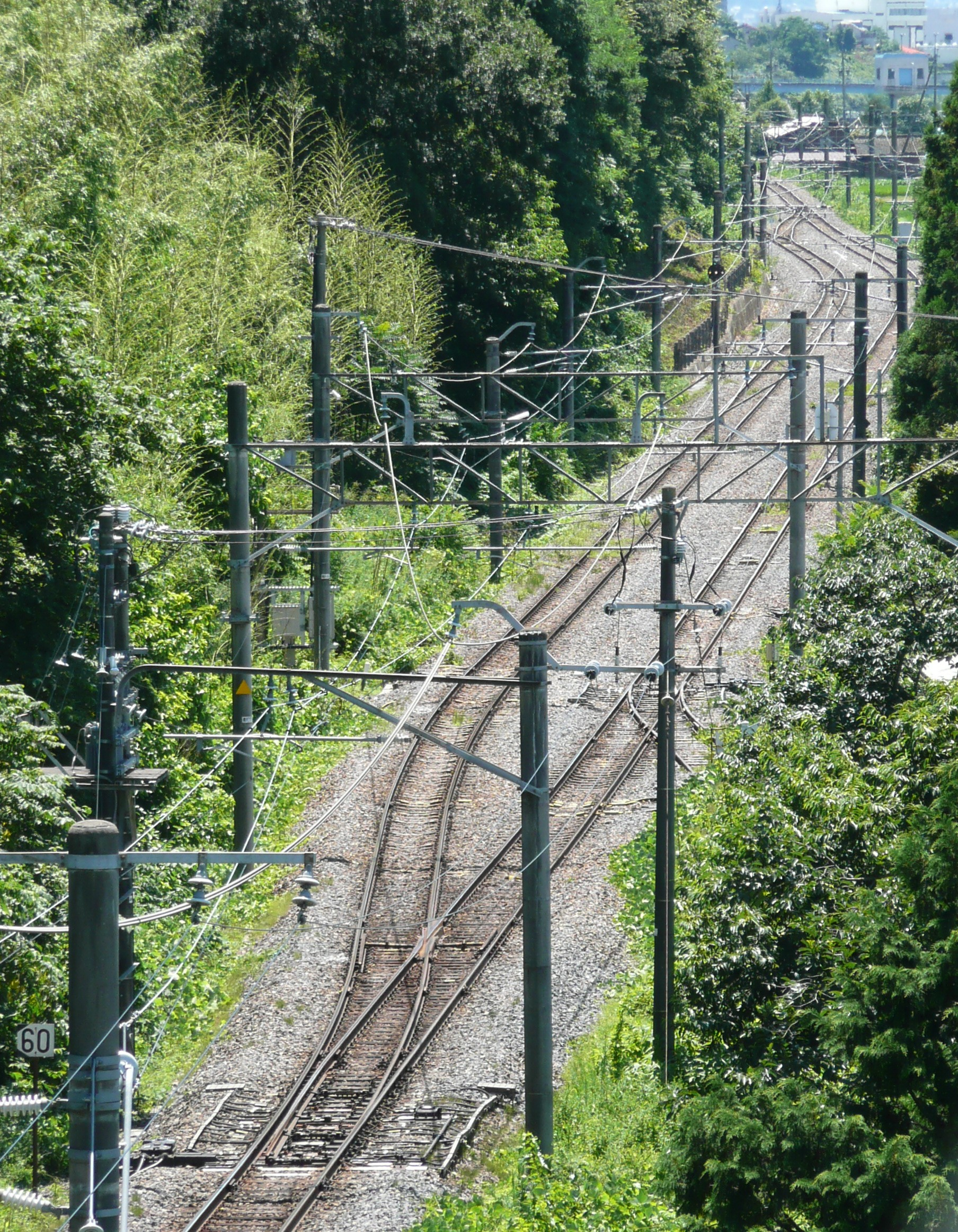
L'évitement de Hirase, à Azumino.

| Gare             | Nom japonais | Distance depuis Shiojiri (km) | Correspondances                                                | Localisation |
| ---------------- | ------------ | ----------------------------- | -------------------------------------------------------------- | ------------ |
| Shiojiri         | 塩尻         | 0                             | JR East/JR Central : Chūō (interconnexion)                     | Shiojiri     |
| Hirooka          | 広丘         | 3,8                           |                                                                | Shiojiri     |
| Murai            | 村井         | 6,8                           |                                                                | Matsumoto    |
| Hirata           | 平田         | 8,8                           |                                                                | Matsumoto    |
| Minami-Matsumoto | 南松本       | 10,9                          |                                                                | Matsumoto    |
| Matsumoto        | 松本         | 13,3                          | JR East : Ōito (interconnexion) Alpico Kotsu : Kamikōchi       | Matsumoto    |
| Tazawa           | 田沢         | 21,6                          |                                                                | Azumino      |
| Akashina         | 明科         | 28,2                          |                                                                | Azumino      |
| Nishijō (ja)     | 西条         | 37,2                          |                                                                | Chikuhoku    |
| Sakakita         | 坂北         | 40,9                          |                                                                | Chikuhoku    |
| Hijiri-Kōgen     | 聖高原       | 45,0                          |                                                                | Omi          |
| Kamuriki         | 冠着         | 48,3                          |                                                                | Chikuhoku    |
| Obasute (ja)     | 姨捨         | 54,2                          |                                                                | Chikuma      |
| Inariyama        | 稲荷山       | 62,9                          |                                                                | Nagano       |
| Shinonoi         | 篠ノ井       | 66,7                          | JR East : Shin'etsu (interconnexion) Shinano Railway : Shinano | Nagano       |

## Matériel roulant

### Trains express

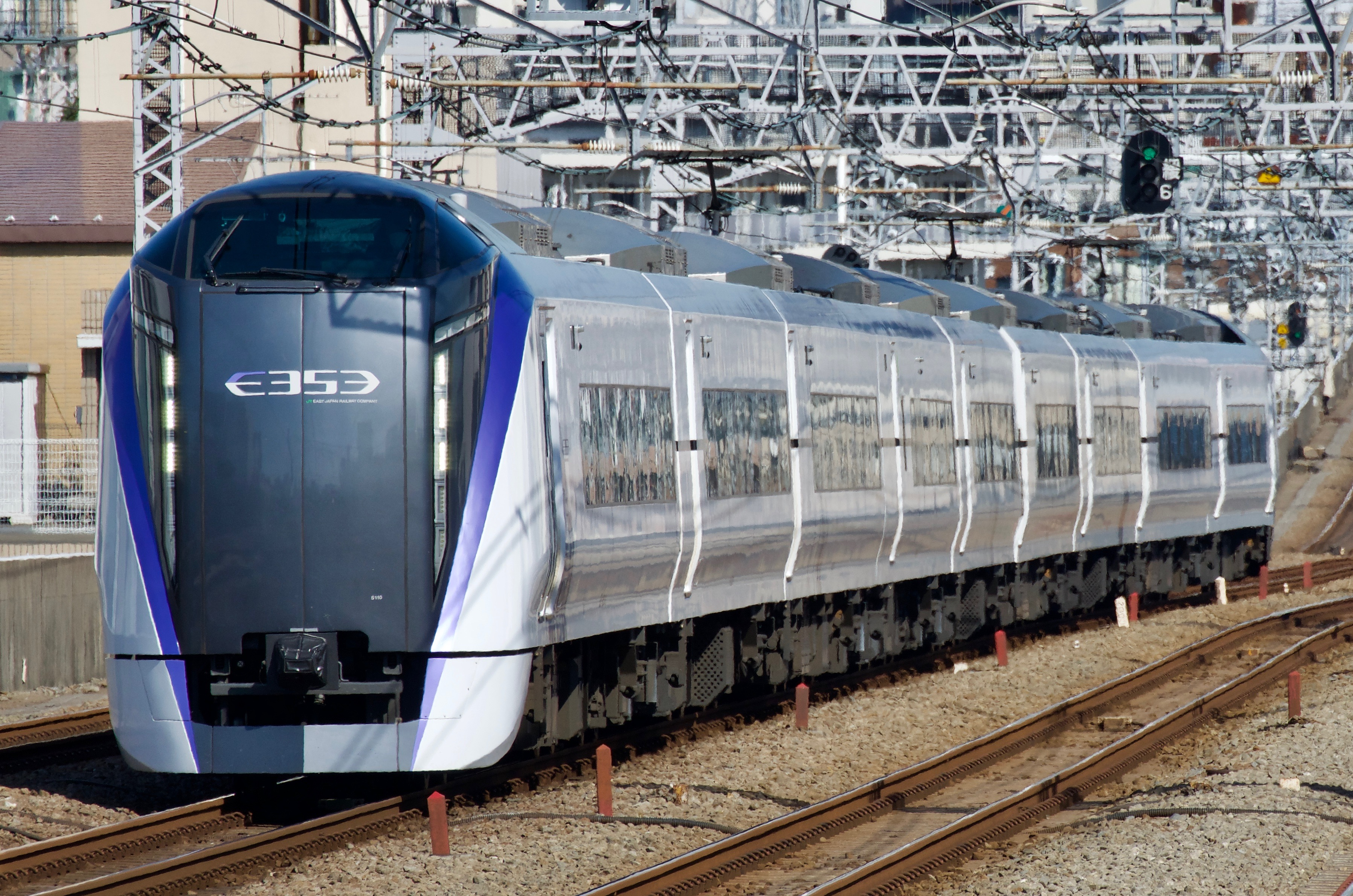
Série E353 (services Azusa et Shinshū).
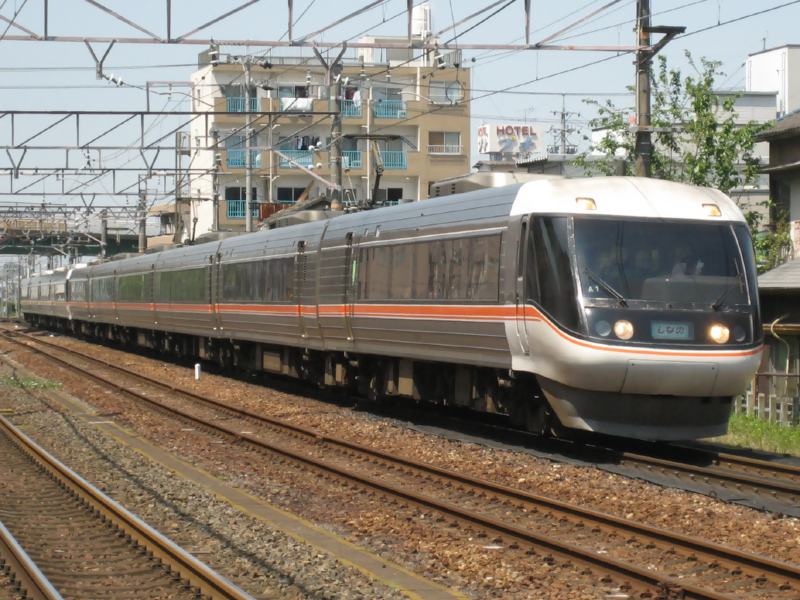
Série 383 (services Shinano).

### Trains rapides et omnibus

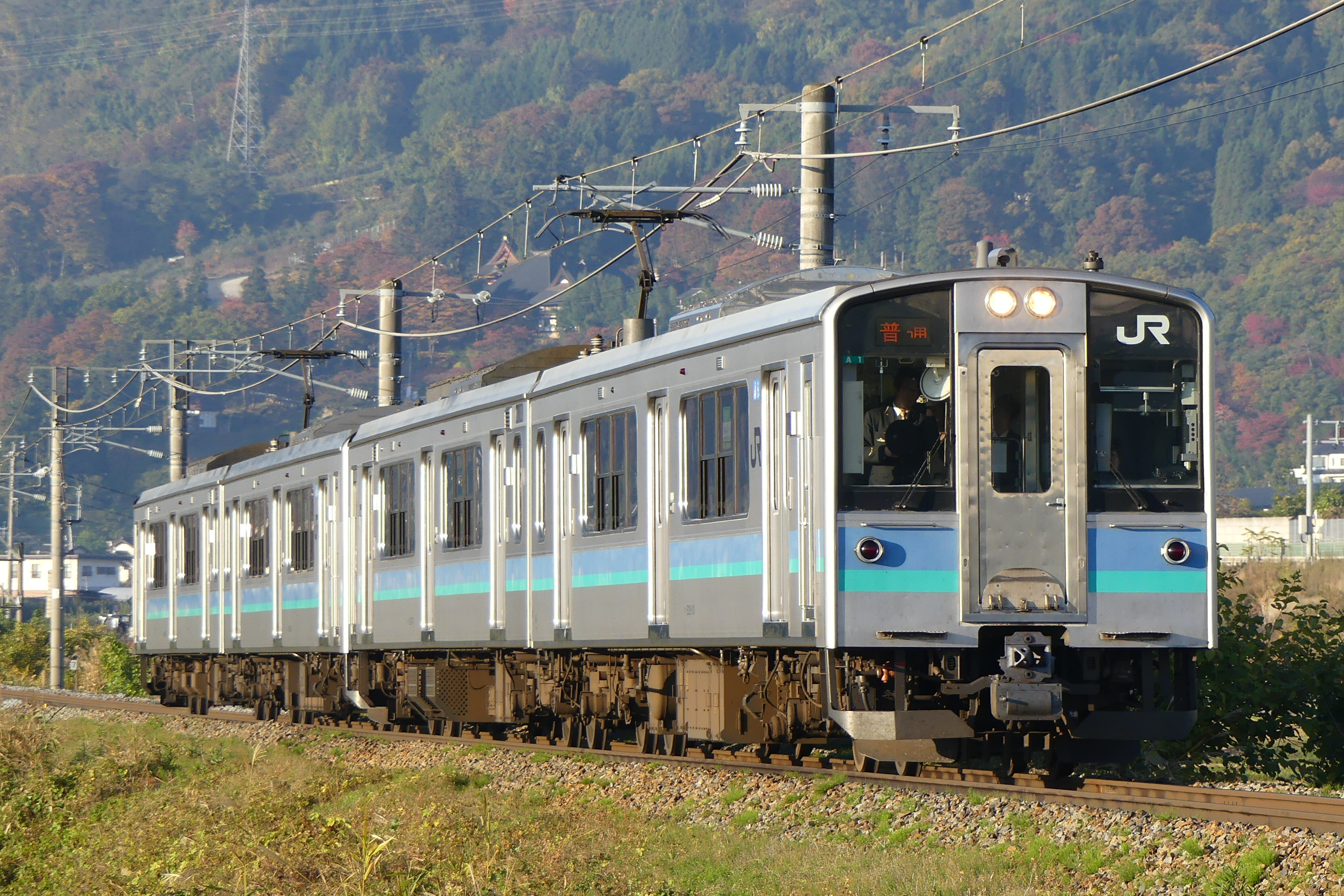
E127.
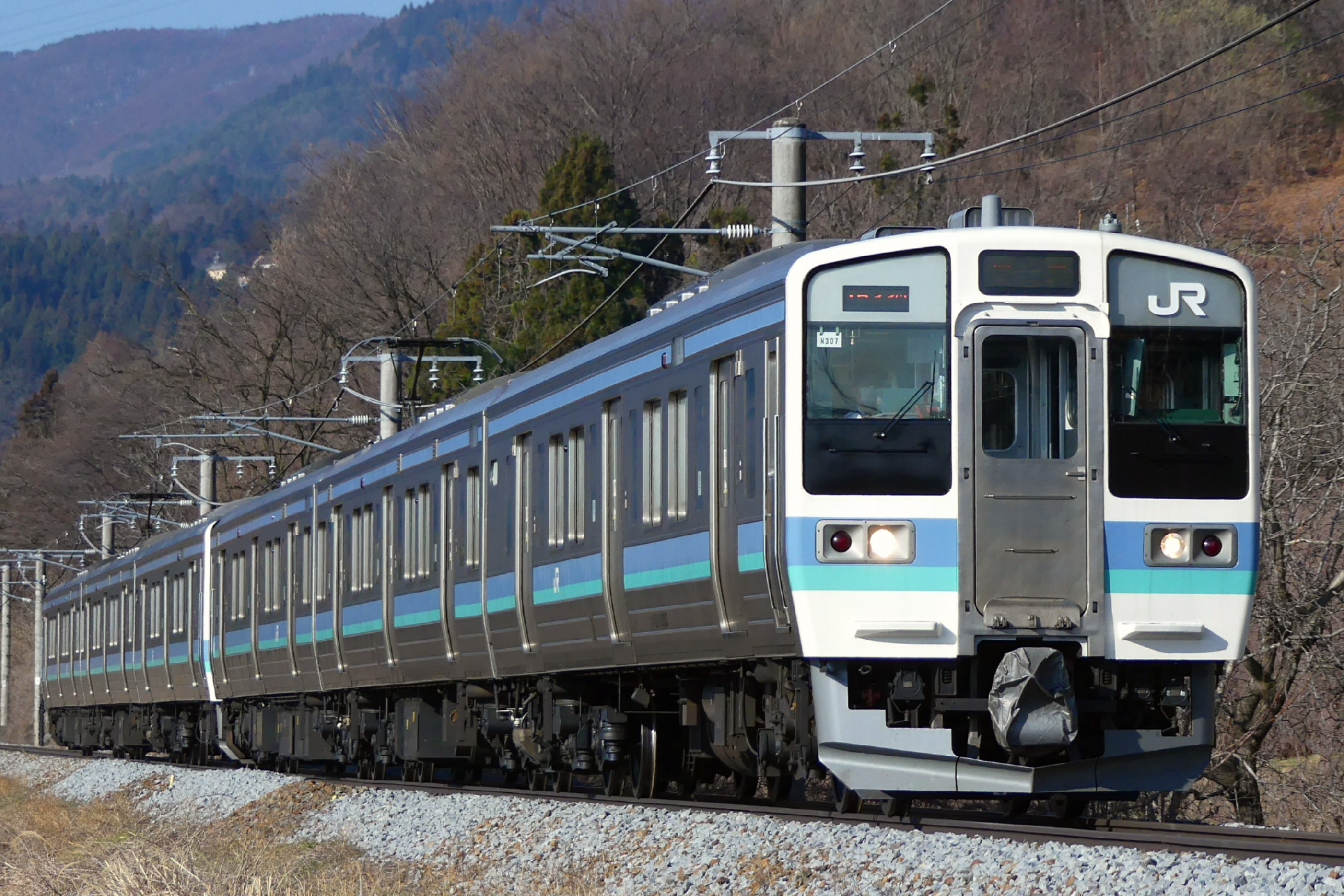
Série 211.
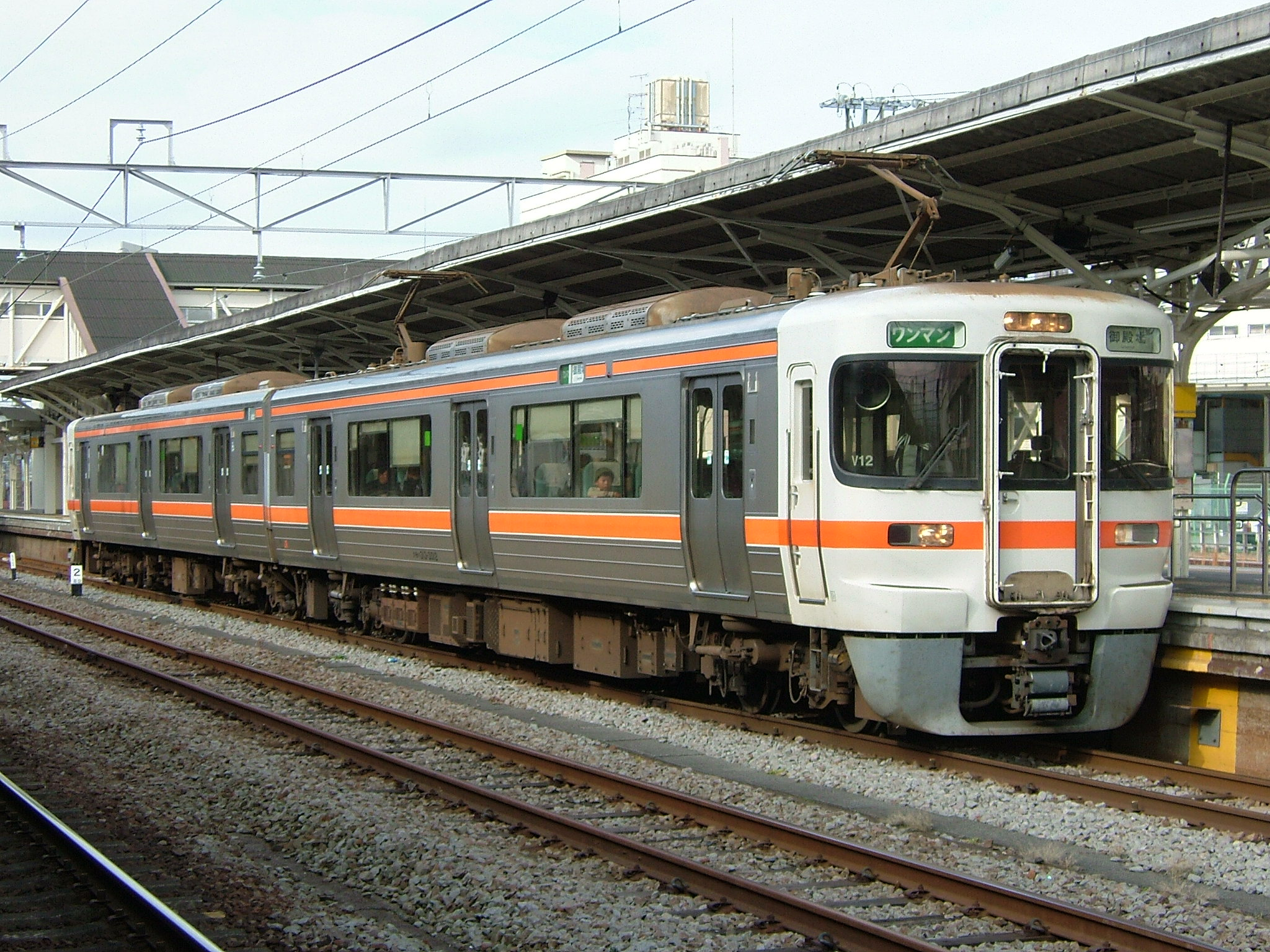
Série 313.

### Anciens trains

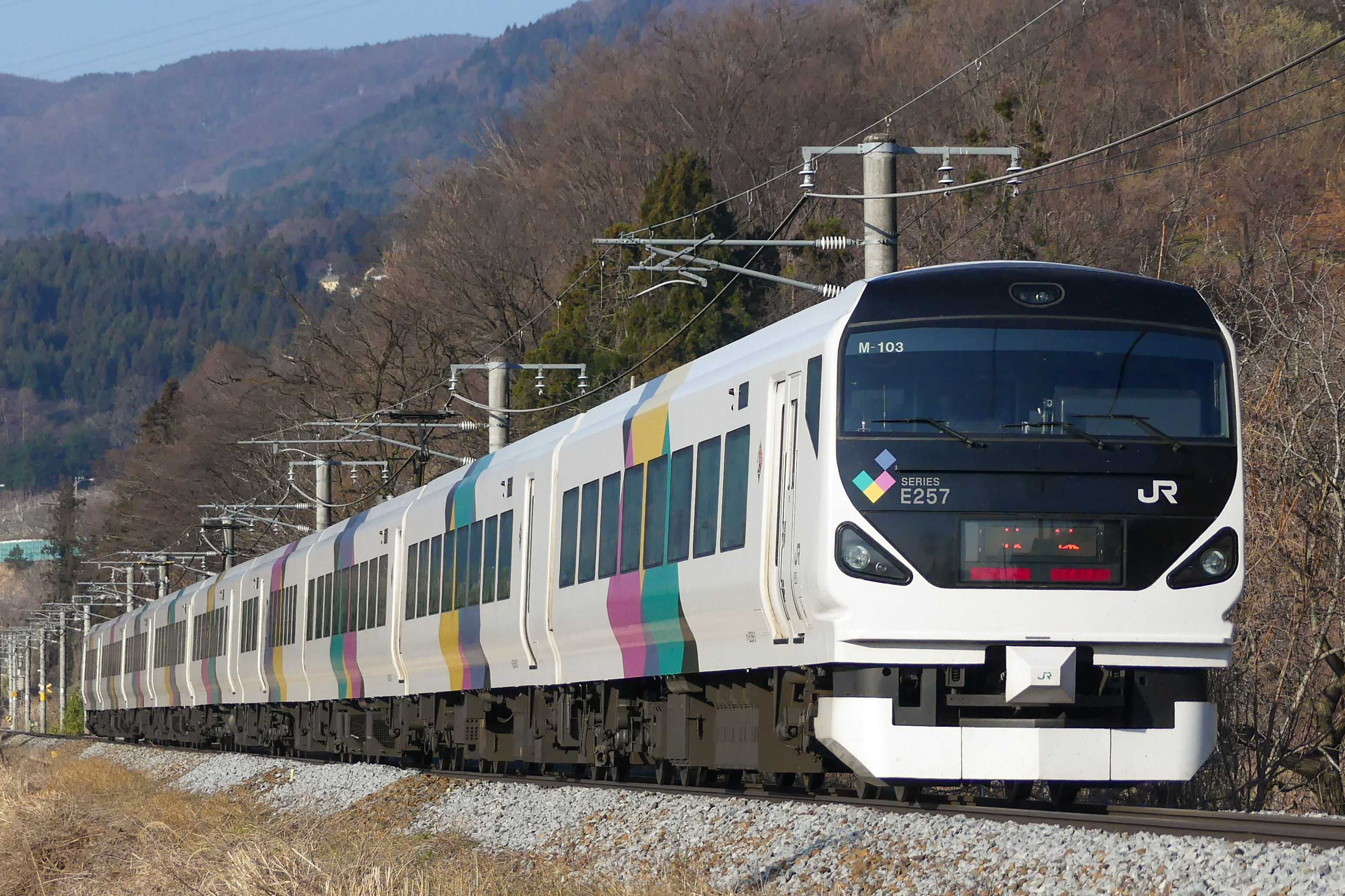
Série E257 (services Asuza).
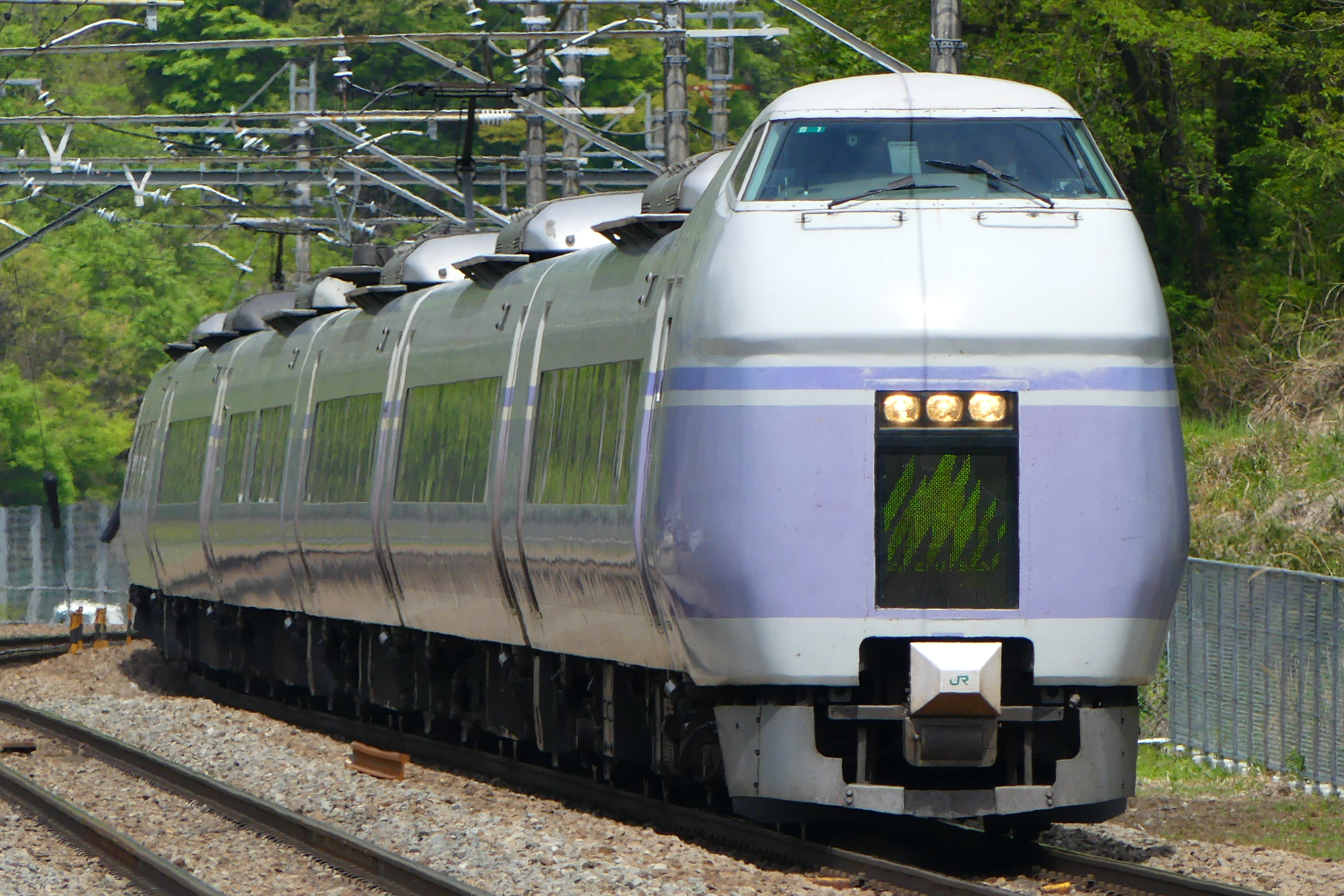
Série E351 (services Super Asuza).
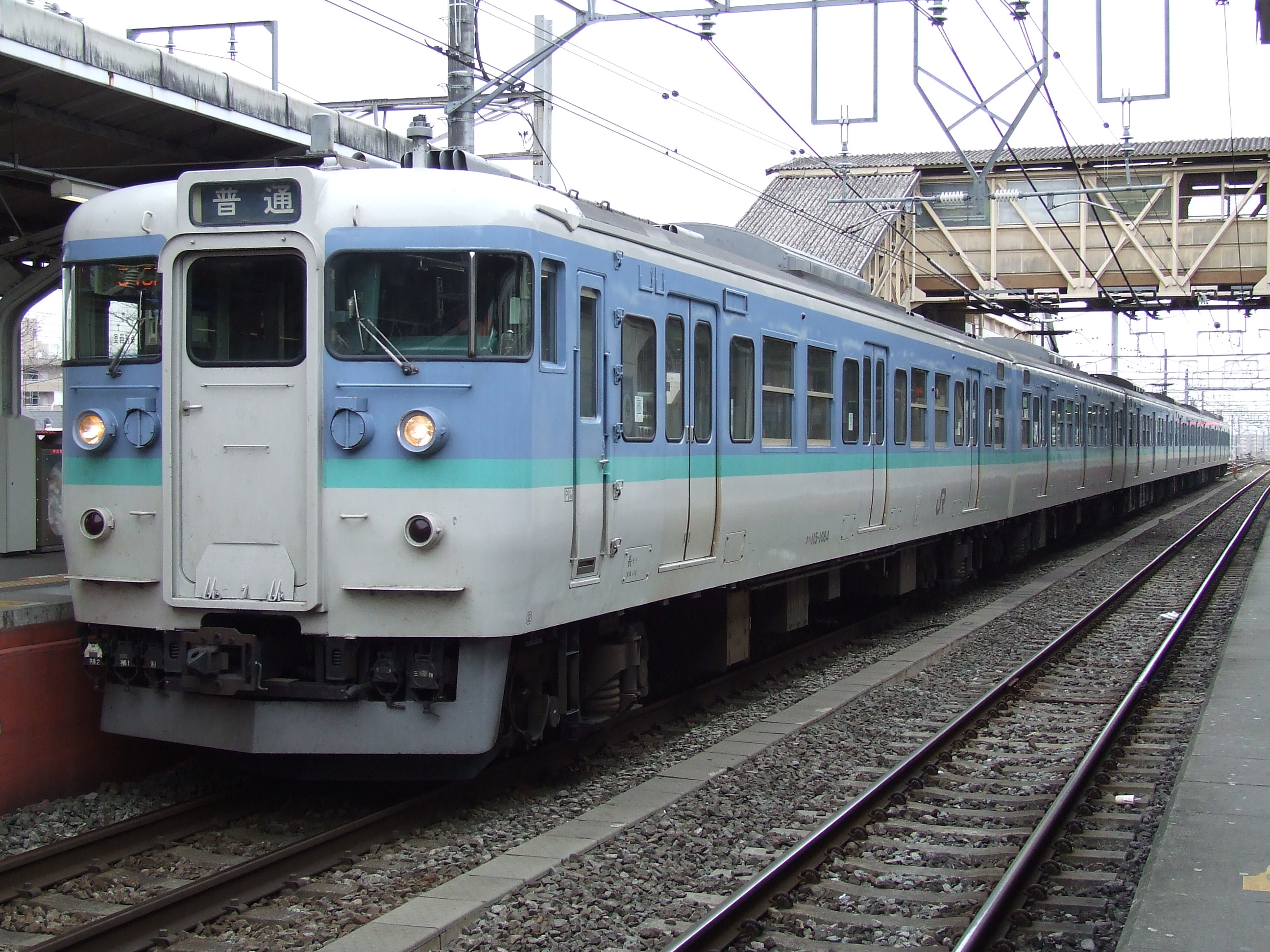
Série 115.
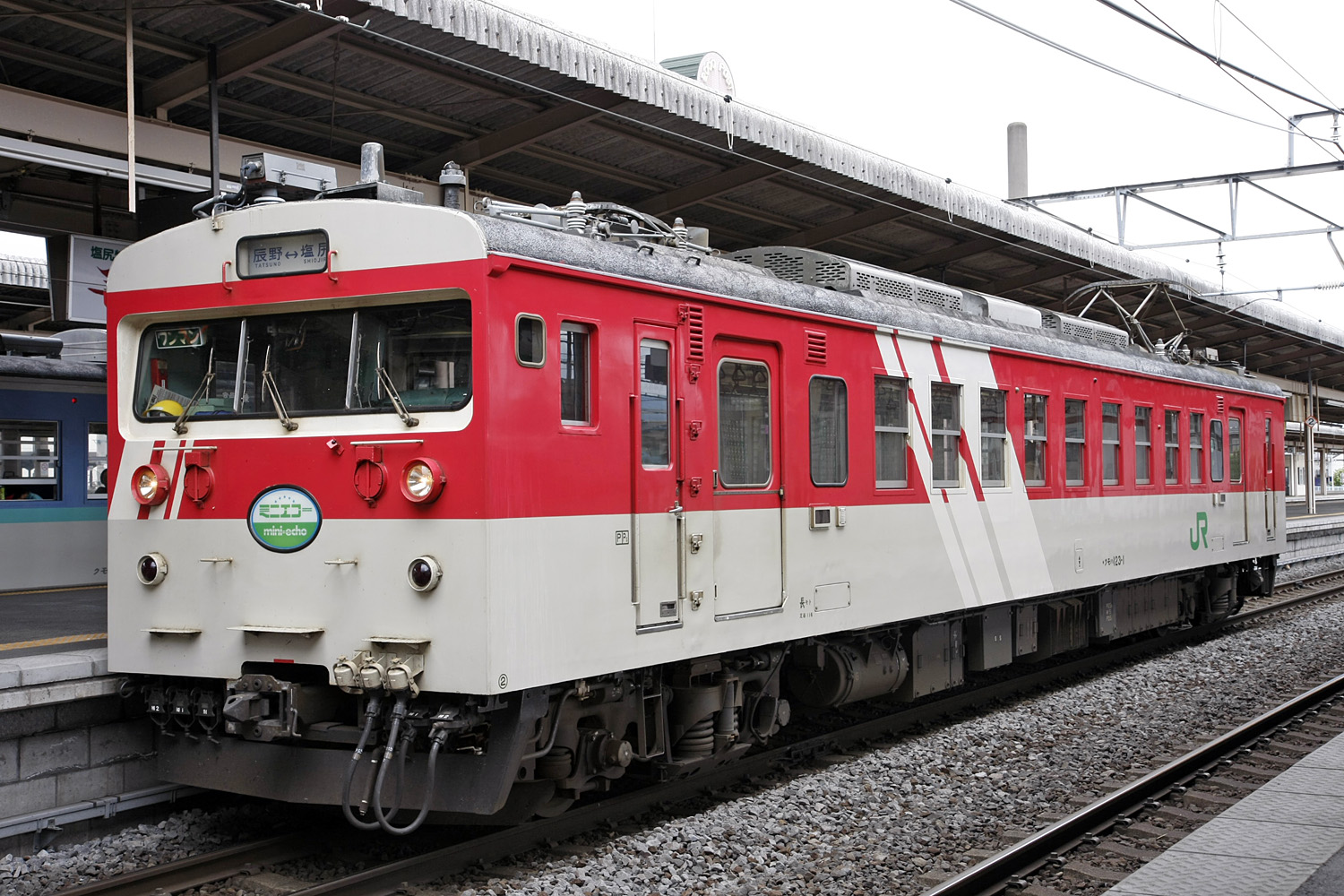
Série 123.